# Harmsworthpokalen
Harmsworthpokalen (engelska Harmsworth Trophy) är vardagsbenämningen på den historiskt betydelsefulla British International Trophy for Motorboats.
Tävlingen, som initierades 1903 av Alfred Charles William Harmsworth var den första årliga internationella tävlingen inom motorbåtsport. Den var officiellt inte en tävling mellan individer, utan mellan nationer. Enligt de ursprungliga reglerna var varje båt tvungen att vara konstruerad och byggd av personer som bodde i det land båten representerade och av material från landet ifråga, men reglerna skrevs om och blev mindre strikta 1949.